# Sitana sushili
Sitana sushili — вид ящірок з родини агамових (Agamidae). Описаний у 2021 році.

## Назва
Вид названо на честь індійського герпетолога Сушила Кумара Дутти, професора Університету Північної Одіши, засновника «Школи герпетології».

## Поширення
Ендемік Індії. Вид широко поширений у посушливих та відкритих місцях проживання, а також на сільськогосподарських угіддях і плантаціях у північній частині Андхра-Прадеш, східній частині штату Мадх'я-Прадеш та на більшій частині штатів Чхаттісгарх та Одіша.

## Опис
Тіло завдовжки 48 см (не враховуючи хвоста).